# Ислам в Таджикистане

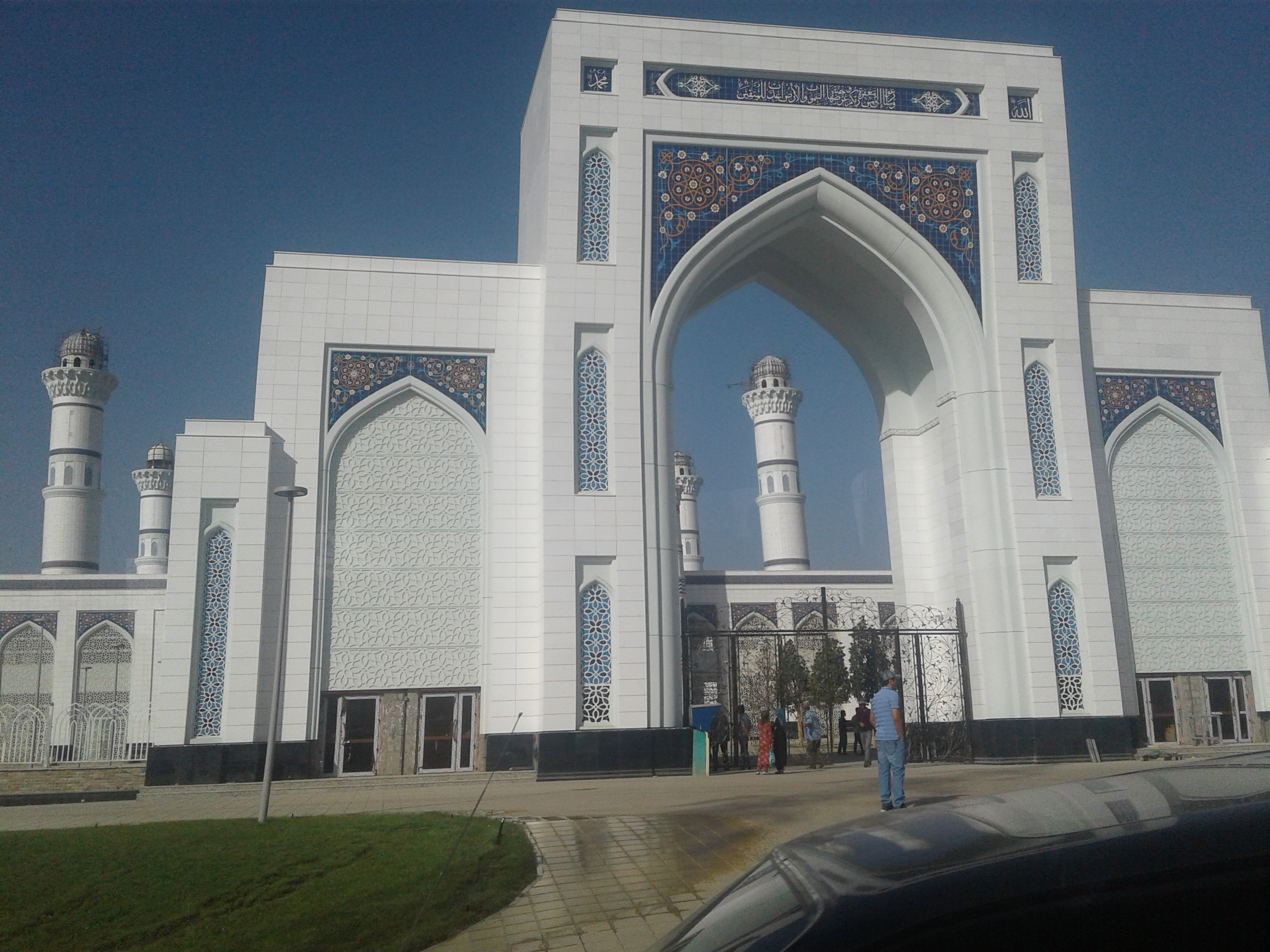
Центральная соборная мечеть Душанбе

Ислам в Таджикистане является самой распространенной религией. В 2009 году Высшее Собрание Таджикистана проголосовало за признание ислама в трактовке Ханафитского мазхаба официальной религией. Под данным Госдепартамента США в 2009 году 99 % населения Таджикистана были мусульманами (95 % − сунниты, 5 % − шииты и некоторое количество суфиев). Мусульманское духовенство Таджикистана находится под жестким постоянным контролем государственной власти.

## История

### Советская эпоха
До 1929 года официальная политика Советского государства в отношении ислама была наиболее благоприятной по сравнению с линией, проводившейся в отношении иных исповеданий и религиозных групп. Разрешалась деятельность религиозных судов, решавших дела по шариату, постольку, поскольку его нормы не противоречили советским законам. В 1921 году ЦИК Туркестанской АССР издал «Положение о судах казиев», которым устанавливалось, что в первой инстанции дело рассматривает единоличный казий, апелляцию — съезд казиев (3 — 5 человек), а кассацией служил Президиум исполкома. При этом суды казиев были жестко подчинены советским органам: они ежемесячно отчитывались о своей работе перед областным судом, сдавали дважды в месяц поступавшие к ним госпошлину и судебные сборы, а прокуратура и облсуд могли в порядке контроля истребовать у казиев любое дело.
С начала 1923 года началось закрытие религиозных школы округа. Муллы приступили к открытию подпольных школ, начали агитацию за открытие религиозных школ, организуют отправку писем от имени верующих в центральные государственные и партийные органы. Во второй половине 1920-х годов усилились давление и пропаганда, направленные против всех религиозных учреждений, в том числе и исламских.
С 1944 года территория СССР была разделена на четыре духовных управления мусульман независимых друга от друга. Территория Таджикской ССР относилась к Духовному управлению мусульман (ДУМ) Средней Азии и Казахстана с центром в Ташкенте. В 1960—1980-х годах ДУМам разрешили издавать Коран, выпускать лунные календари, заниматься обеспечением мечетей предметами культового назначения; начал выходить журнал «Мусульмане Советского Востока». Количество мечетей в послевоенной Таджикской ССР было небольшим. В 1966 году в Таджикистане было всего 18 зарегистрированных мечетей (1966 год).
В конце 1970-х начале 1980-х годов наблюдалась явная активизация мусульманских религиозно-националистических настроений в среднеазиатских республиках СССР, чему способствовали война в Афганистане и исламская революция в Иране. Органы КГБ отмечали, что среди таджикской молодежи широкое распространение получило ваххабитское учение. В сентябре 1981 года ЦК КПСС было принято постановление «О мероприятиях по противодействию попыткам противника использовать „исламский фактор“ во враждебных СССР целях», дополненное в апреле 1983 года постановлением «О мерах по идеологической изоляции реакционной части мусульманских священнослужителей».
В конце 1989 года советское руководство начало проводить более толерантную политику по отношению к религии, что дало старт расцвету всех религиозных направлений, в том числе исламу. Начало развиваться религиозное образование, были открыты новые мечети. Новые исламские представители появились в Таджикистане и других странах Центральной Азии. Большинство имамом Таджикской ССР вышли из Духовного управления мусульман Средней Азии и Казахстана с центром в Ташкенте и начали организовывать свои собственные организации. В Душанбе была открыта духовная семинария.

### 1990-е годы
К 1990-м годам ведущий исламский деятель в Таджикистане, глава Духовного управления мусульман Таджикской ССР Ходжи Акбар Тураджонзода стал видной политической фигурой в стране.
Во время политической борьбы, последовавшей за провозглашением независимости Таджикистана, Тураджонзода критиковал коммунистов и поддерживал политически реформы. Он требовал официального признания важности ислама в истории и культуре Таджикистана и придания исламу официального статуса. В то же время он неоднократно отрицал обвинения в том, что он добивается создания исламского государства в Таджикистане. После начала гражданской войны Тураджонзода бежал из Душанбе и был обвинен в измене. По иронии судьбы, после окончания гражданской войны, Тураджонзода был назначен заместителем премьер-министра Таджикистана, и стал безоговорочным сторонником Эмомали Рахмона.
В начале 1990-х годов мусульмане в Таджикистане начали политически организовываться и формировать свои общественные и политические организации. Во время гражданской войны Духовное управление мусульман Таджикистана приняло участие в конфликте в составе Объединённой таджикской оппозиции. Рост мусульманского самосознания вынудил большинство партий, включая Коммунистическую партию, учитывать исламский фактор в своих политических программах.

## Текущее положение

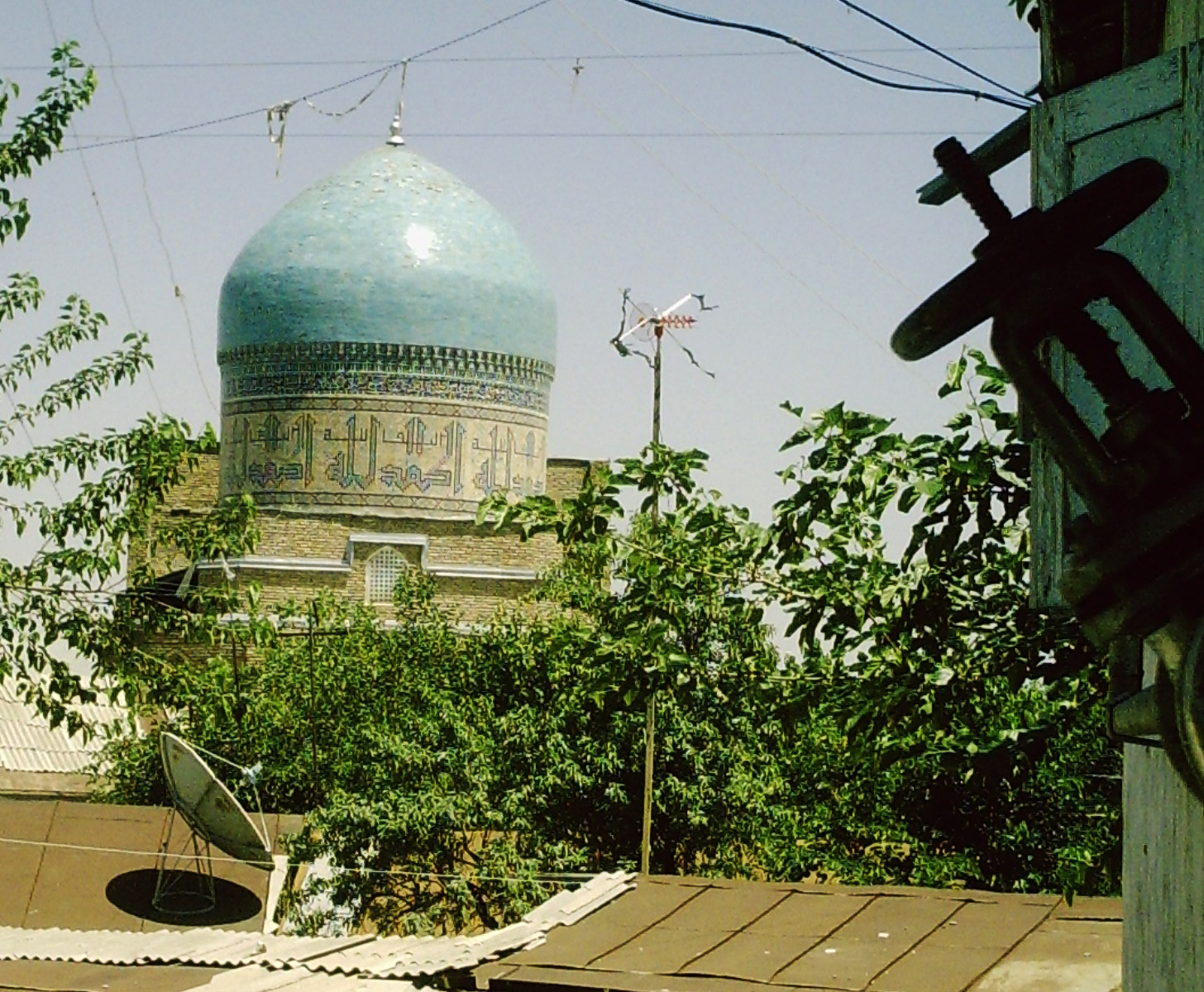
Медресе в Истаравшане.

В постсоветский период в республике резко расширилась сеть культовых учреждений ислама: на 2014 год в Таджикистане было 3424 мечети, в том числе 344 соборных и 40 центральных соборных.
В октябре 2005 года министерство образования Таджикистана запретило ношение исламских головных уборов в светских школах. Министр образования Таджикистана Абдуджаббор Рахмонов подверг критике участившиеся случаи ношения ученицами хиджаба в общеобразовательных школах, и заявил, что это противоречит третьей статье «Закона Таджикистана об образовании», в соответствии с которой во всех средних, высших и профессиональных учебных заведениях пропаганда партийной и религиозной идеологии запрещена.
Таджикское правительство регулярно закрывает нелегальные мечети.. Государство утверждает, что закрывает «небезопасные» мечети и заботится о гражданах, в то же время часть экспертов утверждает, что в стране притесняется ислам. В 2010-е годы в стране проводят политику, целью которой является жесткое подчинение ислама светской власти. С начала 2011 года в Таджикистане были закрыты более 1 500 мечетей, в дополнение к запрету хиджабов для детей было запрещено использование громкоговорителей для призыва на молитву и посещение мечетей женщинами. Власти ввели мониторинг студентов и имамов, получающих исламское образование за рубежом, и утвердили официальный перечень разрешенных тем для проповедей в мечетях. Комитет по делам религии разработал специальное пособие «52 пятничные проповеди» для имамов на каждую неделю года, которые используют в добровольно-принудительном порядке. Особое внимание уделяется контролю над обучением за рубежом. С 2011 года без согласия органов опеки запрещено направлять несовершеннолетних для обучения за рубеж. В 2013 году были отозваны в Таджикистан 2705 студентов из Ливии, Саудовской Аравии, Ирана и Египта. Представители Комитета по делам религии вправе присутствовать на всех религиозных мероприятиях и согласовывают выборы имамов мечетей. Запрещено проповедовать в государственных дошкольных учреждениях и государственных школах, а также в частных домах и на квартирах. Наконец, с 2014 года имамы мечетей получают государственное жалованье. Несовершеннолетним запрещено посещать мечети.
В августе 2017 года Министерство образования и науки Таджикистана опубликовало правила внешнего вида для школьников, которые предусматривают запрет на ношение хиджабов для девочек и бород для мальчиков.
В Таджикистане религиозные арабо-мусульманские имена начали становиться все более популярными, чем традиционные таджикские имена. Это вынудило таджикские власти запретить арабские имена. Таджикский президент Эмомали Рахмон заявил, что персидский эпос Шахнаме должен быть использован как основной источник для имен таджиков. Также он раскритиковал женщин, которые носят паранджу.
2009 год отмечен в Таджикистане годом чествования мусульманского правоведа Абу Ханифы. В Душанбе состоялся международный симпозиум посвященный Абу Ханифе, который собрал научных и религиозных лидеров со всего мира. В октябре 2009 года в Душанбе был заложен первый камень Центральной соборной мечети Душанбе, самой большой в Центральной Азии, в ней сразу могут разместиться более 120 тысяч человек. Строительство финансировалось правительством Катара. В 2019 году строительство мечети было завершено. В 2010 году в Таджикистане состоялась сессия Организации исламского сотрудничества, в которой приняли участие представители 56 государств.
Некоторые таджикистанские мусульманские священнослужители иногда практикуют магические обряды (например, с целью лечения бесплодия). Власти Таджикистана ведут с магической практикой жесткую борьбу — в 2015 году за колдовство и чародейство было установлено наказание до 7 лет лишения свободы.